# CA Bastia
CA Bastia was een Franse voetbalclub uit de stad Bastia op het eiland Corsica. De club werd opgericht in 1920 en speelde altijd in de schaduw van stadsgenoot SC Bastia.
In 1988 fusioneerde de club met Gallia Club Lucciana en AS Toga Cardo en nam de naam Cercle athlétique bastiais Gallia Lucciana aan. Deze fusie werd in 2003 herroepen en toen werd terug de naam CA Bastia aangenomen.
In 2012 werd de club kampioen in de CFA en promoveerde voor het eerst naar de Championnat National en werd zo de vierde profclub van Corsica. De club speelde het hele seizoen goed en kon op de allerlaatste speeldag over Fréjus Saint-Raphaël springen naar de derde plaats waardoor de club promoveerde naar de Ligue 2. Na één seizoen moest de club echter weer een stap terug zetten.
In 2017 fuseerden ze na degradatie uit de Championnat National met Borgo FC tot FC Bastia-Borgo.

## Erelijst
- DH Corse

1923, 1924, 1925, 1926, 1933, 1972, 1975, 1977, 1989, 1998, 2001

## Eindklasseringen
| Seizoen   | №  | Clubs | Divisie              | WG | W  | G  | V  | Saldo | Punten | Tsch |
| --------- | -- | ----- | -------------------- | -- | -- | -- | -- | ----- | ------ | ---- |
| 2015–2016 | 13 | 18    | Championnat National | 34 | 10 | 13 | 11 | 29–33 | 43     | 344  |
| 2016–2017 | 16 | 18    | Championnat National | 34 | 9  | 9  | 16 | 34–53 | 36     | 317  |